# PAS 2050
PAS 2050, Specification for the assessment of the life cycle greenhouse gas emissions of goods and services, mit seinen Hauptvarianten PAS 2050:2008 und PAS 2050:2011 ist eine Norm zur Bestimmung der CO2-Bilanz eines Produkts oder einer einzelnen Dienstleistung.
Ziel von PAS 2050 ist es, einen einfachen und vergleichbaren Standard zu schaffen, um die CO2-Bilanz verschiedener Produkte und Dienstleistungen miteinander vergleichbar zu machen. PAS entstand auf Initiative des Carbon Trusts und des britischen Department for Environment, Food and Rural Affairs.
Der Standard wurde ursprünglich am 29. Oktober 2008 von der British Standards Institution als erste definierte Norm für die CO2-Bilanz eines Produktes veröffentlicht. Er hat sich mittlerweile weltweit verbreitet, zahlreiche andere Normen, Ableitungen und Verfeinerungen entstanden aus PAS 2050.
Im Jahr 2011 fand eine Überarbeitung statt, die zur neuen PAS 2050:2011 führte.